# Historia Terytoriów Północno-Zachodnich Kanady

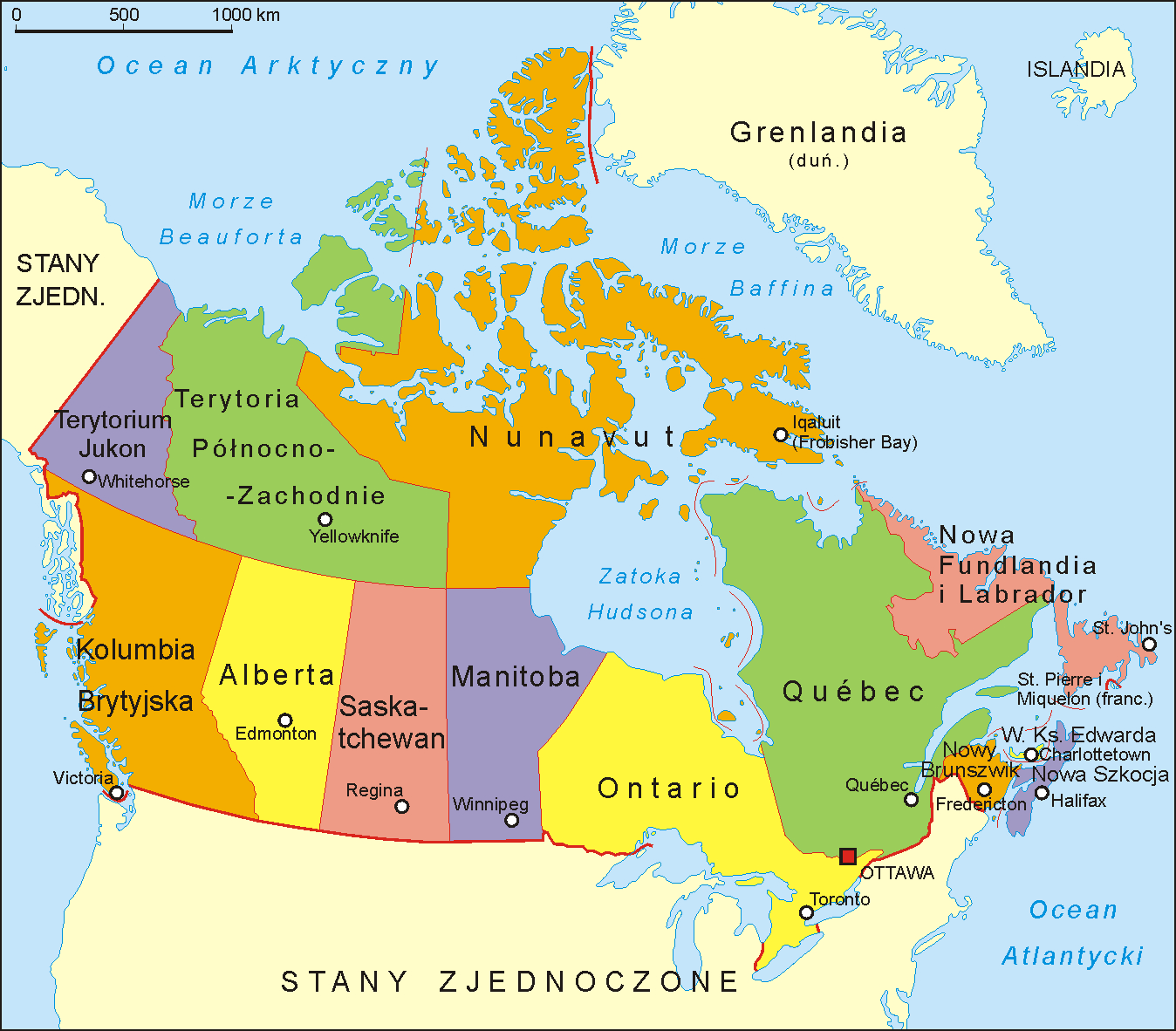

Terytoria Północno-Zachodnie i Ziemia Ruperta były krainami geograficzno-historycznymi w północnej części Ameryki. Ziemia Ruperta kontrolowana była przez brytyjską Kompanię Zatoki Hudsona, a Terytoria Północno-Zachodnie, przez kanadyjską (z siedzibą w Montrealu) Kompanię Północno-Zachodnią. Od czasu połączenia obu kompanii w 1821 oba regiony zaczęto określać wspólną nazwą Terytoriów Północno-Zachodnich.
W 1870 zgodnie z umową pomiędzy rządem Kanady a Kompanią Zatoki Hudsona całe terytorium zostało przekazane temu krajowi i włączone do niego jako Terytoria Północno-Zachodnie. Tego samego roku wykrojono z nich prowincję Manitoba. W 1905 powstały kolejne dwie – Alberta i Saskatchewan. Z pozostałej części Terytoriów, na północ od 60°N, z czasem wydzielono kolejne dwa terytoria – Jukon i Nunavut.

## Ludność rodzima i wczesne dzieje
W chwili przybycia Europejczyków do Ameryki tereny północno-zachodnie zamieszkane były przez szereg narodów i szczepów indiańskich i eskimoskich. Do najważniejszych należeli:
- Czipewejowie
- Kri
- Żółte Noże
- Dakotowie
- Slave
- Dogrib
- Hare
- Kaska
- Czarne Stopy
- Szoszoni
- Inuici (Eskimosi)

Zamieszkując w różnych rejonach geograficznych, społeczności te wykształciły różne cechy cywilizacyjne.
Eksploracja ekonomiczna północy kontynentu przez gigantyczne kompanie handlowe przyczyniła się także do gruntownego poznania geografii tej części kontynentu.
Wraz z penetracją kontynentu rozpoczęła się akcja osiedleńcza. Początkowo były to odizolowane forty i faktorie, które pełniły rolę tymczasowego schronienia dla pracowników, składy skór i żywności. Z czasem jednak zaczęły powstawać permanentne osiedla, w których zamieszkiwali związani z kompaniami lub świadczący dla nich usługi osadnicy. Wiele z tych, początkowo tymczasowych osiedli, rozwinęło się i dało początek współczesnym miastom środkowej i północnej Kanady. Z czasem mieszkańcy tych terenów, w większości metysi, wykształcili specyficzną, kresową kulturę.
Pierwszym tego typu osiedlem była kolonia nad Rzeką Czerwoną, założona przez szkockiego arystokratę Thomasa Douglasa, lorda Selkirka w 1811 nad rzeką Red River w dzisiejszej Manitobie. Była to rolnicza kolonia, początkowo zasiedlona przez grupę szkockich mężczyzn, z czasem stając się centrum społeczności metyskich.
Rywalizacja pomiędzy Kompanią Zatoki Hudsona a francuską La Compagnie du Nord, a później Kompanią Północno-Zachodnią, przybierała niekiedy dramatyczny obrót. Przedmiotem sporu były problemy terytorialne. W 1667 rozgorzała wojna nad Zatoką Hudsona, której wynikiem była utrata brytyjskiej kontroli nad rejonem na rzecz Francuzów na okres dziesięciu lat. Po utracie przez Francuzów Kanady i powstaniu PPZ konflikt polityczny przeszedł na rywalizację ekonomiczną. W szczególności problem żeglugi łodzi należących do KPZ po rzece Saskatchewan wzbudzał kontrowersje. Rzeka ta i jej dorzecze, jako część działu wodnego Zatoki Hudsona, zawierała się w Ziemi Ruperta i pozostawała pod kontrolą KZH. Była jednocześnie najwygodniejszym traktem łączącym tereny pod kontrolą KPZ z Kanadą. Innym faktem prowadzącym do sporów była kontrola nad zaopatrzeniem w żywność. Dostarczycielami żywności dla obu kompanii byli Metysi z Manitoby. Ich głównym produktem był pemikan, suszone mięso bizona. W okresie zim, w szczególności następujących po latach nieurodzajów, obie kompanie walczyły o zmonopolizowanie rynku żywnościowego. Najczęściej ofiarami tych dążeń stawali się producenci żywności, Metysi, jak to miało miejsce w czasie sporu w roku 1814, którego punktem kulminacyjnym była bitwa pod siedmioma dębami. Od czasu połączenia się obu kompanii w 1821 sytuacja na terytoriach się unormowała.
W roku 1846 w wyniku traktatu oregońskiego uregulowana została południowa granica z USA wzdłuż równoleżnika 49°N.
W momencie gdy Kanada przejęła terytoria od Kompanii, handel futrami osiągał swój schyłek i cały region oczekiwał nie tylko zmian politycznych, lecz i gospodarczych.

## Działalność misyjna
Włączenie się rdzennych mieszkańców w europejski system handlowy spowodował także zbliżenie kulturowe. Indianie, a później i Eskimosi, poddali się wpływom misji religijnych. Wraz z napływem osadników na tereny północne i zachodnie zaczęli nadciągać i misjonarze. Wśród protestantów najaktywniejsi byli metodyści i prezbiterianie, a wśród katolików oblaci i inne zakony misyjne. Zakony posługi religijnej wzięły na siebie misję tworzenia systemu edukacyjnego, który objął także i Indian. W ten sposób rozpoczął się proces integracji społeczności rodzimych ze społeczeństwem kanadyjskim. Po szczegóły na temat tego procesu zobacz: Indianie kanadyjscy.

## Terytoria w Konfederacji Kanady
Wraz z powstaniem współczesnej Kanady w wyniku Konfederacji rozpoczęto akcje w celu przejęcia terytoriów północnych i zachodnich, administrowanych przez Kompanię Zatoki Hudsona. Wbrew obiegowym opiniom, nie były one własnością Kompanii, lecz dzierżawą otrzymaną od Korony brytyjskiej. Pierwszy akt stuletniej dzierżawy został wystawiony w 1669 i był przedłużany dwukrotnie. Termin jej upływał w 1870. Starania rządu Kanady spowodowały, że nie została ona przedłużona. Rząd Kanady po wypłaceniu rekompensaty w wysokości 300 tysięcy funtów szterlingów objął swą administracją całe terytoria. Obejmowały one 3 379 000 km² i zamieszkane były przez ok. 17 tysięcy mieszkańców, z których ponad 16 tysięcy było ludnością rdzenną i Metysami. Pozostałymi było 500 Brytyjczyków i 200 frankofonów.
Włączenie Terytoriów do Kanady odbyło się przez tymczasowy akt prawny Act for the temporary government of Rupert's Land and the North-Western Territory when united with Canada wyznaczający zarządcę terytoriów – gubernatora porucznika i nominowaną radę rządową. W roku 1875 uchwalono już ostateczną ustawę organizującą życie polityczne Terytorium. Northwest Territories Act, 1875 (An Act to amend and consolidate the Laws respecting the North-West Territories) utrzymywał gubernatora porucznika na czele rządu, lecz wprowadzał także obieralną radę legislacyjną. Przydzielono także przedstawicielom Terytorium 4 miejsca w Izba Gmin Parlamentu Kanady. Po jednym dla dystryktu Alberta, Saskatchewan i dwa dla dystryktu Assiniboia. Terytoria otrzymały także dwa miejsca w Senacie. Ta konfiguracja zmieniła się w 1905, kiedy utworzono nowe prowincje Albertę i Saskatchewan.
Innym ważnym aktem prawnym była uchwalona w 1876 (budząca do dziś wiele kontrowersji) ustawa o Indianach 1876. W latach 1871 do 1877 rząd federalny zawarł z Indianami cały szereg traktatów. W wyniku tych traktatów Indianie zrzekli się ziem leżących na zachód od Jeziora Górnego do podnóży Gór Skalistych, otrzymując w zamian terytoria położone dalej na północ, wraz z prawem do połowów i polowań, oraz rekompensaty pieniężne. Nabyte w ten sposób tereny zostały przekształcone w tzw. ziemie koronne, crown land, i były przedmiotem nadań osadnikom rolniczym. Od 1905 r. jednakże rozpoczął się odwrotny proces związany z tzw. roszczeniami indiańskimi w Kanadzie.
Zanim jednak mogła rozpocząć się zakrojona na szeroką skalę akcja kolonizacyjna, rząd federalny musiał uporać się jeszcze z jednym problemem społecznym. Od połowy XIX w. rozpoczął się kryzys w handlu futrami. Z jednej strony zaczął spadać popyt na nie, z drugiej, wskutek rabunkowej gospodarki zaczęły kurczyć się zasoby. Kompania Zatoki Hudsona rozpoczęła ograniczenie działalności, wycofując się z terytoriów, porzucając te wysunięte najdalej na północ i zachód. Próżnia polityczna na nich powstała zaczęła przyciągać awanturników z południa, tzw. wolfers, często uciekinierów przed sprawiedliwością, którzy rozpoczęli swój własny proceder handlowy z Indianami, oferując alkohol w zamian za towary indiańskie. Dochodziło przy tym do licznych aktów bezprawia i przemocy. Rząd zdawał sobie sprawę z potencjalnego zagrożenia stabilności społecznej terytoriów i debatował nad sposobami zaradzenia sytuacji. Momentem przełomowym była tzw. masakra na Wzgórzach Cyprysowych. Po tym wydarzeniu, które poruszyło opinią publiczną w Kanadzie, rząd powołał Północno-Zachodnią Policję Konną, której nazwę zmieniono potem na Kanadyjska Królewska Policja Konna. Swymi energicznymi akcjami zaprowadziła ona porządek w Terytorium.
Historię Terytoriów Północno-Zachodnich najprościej jest prześledzić obserwując ich zmiany terytorialne. Już w pierwszych miesiącach istnienia, jeszcze zanim rząd federalny zdołał rozpocząć administrację terenów, w Manitobie wybuchł bunt – rebelia nad Rzeką Czerwoną, zorganizowany przez Metysów, których przywódcą był Louis Riel. Wynikiem negocjacji z Metysami było utworzenie miniaturowej prowincji Manitoba. W 1880 r. zawarto z Wielką Brytanią umowę, na podstawie której dotychczas administrowane przez ten kraj Wyspy Arktyczne zostały przekazane pod administrację kanadyjską i włączone do Terytoriów Północno-Zachodnich. W 1881 w związku z rozwojem osadnictwa w Manitobie jej granice zostały rozszerzone. W 1882 część terytoriów leżących na południe od równoleżnika 60°N została podzielona na cztery dystrykty: Alberta, Assinboia, Athabaska i Saskatchewan. W roku 1895 północne rejony podzielono na dystrykty Yukon, Mackenzie, Franklin, Keewatin i Ungava. W 1898 granice prowincji Quebec zostały poszerzone w kierunku północnym kosztem dystryktu Ungava. Tego samego roku w Klondike wybuchła gorączka złota. Aby ułatwić administrowanie terenami w tym dynamicznym okresie, z dystryktu Yukon utworzono oddzielne terytorium Jukon. Do 1905 ludność dystryktów preriowych Alberta i Saskatchewan znacznie się powiększyła. Rząd federalny, by zachęcić przyszłych osiedleńców, zdecydował się utworzyć dwie nowe prowincje – Alberta i Saskatchewan, tworząc je z dystryktów Alberta, Saskatchewan Athabaska i Assiboia. W 1912 granice Manitoby, Ontario i Quebecu nabrały ostatecznego kształtu. W tym samym roku zmienił się także podział samego terytorium na dystrykty. Zredukowano ich liczbę do trzech: Mackenzie, Franklin i Keewatin. Podział taki został zachowany do 1999 r., kiedy to z terytoriów wydzielony został Nunavut.